# Ázsia Expressz (ötödik évad)
Az Ázsia Expressz ötödik évada, a TV2 utazós reality, valóságshow műsora. Műsorvezetője ennek az évadnak is változatlanul Ördög Nóra.
Az évad 2024. szeptember 1-től látható.

## Történet
2023. december 23-án Fischer Gábor bejelentette, hogy az ötödik évad 2024-tól lesz látható, emellett a két helyszínt is bejelentette: Fülöp-szigetek és Tajvan. Az ötödik évad újra Ázsiában lesz forgatva. 2024. március 21-én bejelentették a versenyzőket.

## Összesített eredmény
| – A páros továbbjutott                       |
| – A páros részt vesz a hajszán               |
| – A páros védettséget szerzett               |
| – A páros még versenyben van                 |
| – A páros még/már nem volt versenyben        |
| – A párosok visszakapták az eredeti párjukat |
| – A páros átadta a versenyt a kieső párosnak |
| – A páros részt vesz a negyeddöntőn          |
| – A páros részt vesz az elődöntőn            |
| – A páros részt vesz a döntőn                |
| – A győztes páros                            |
| – A 2. helyezett                             |
| – A 3. helyezett                             |
| – A 4. helyezett                             |
| – A páros kiesett                            |

| Helyezés | Páros                             | Első szakasz (szeptember 1–6.) | Második szakasz (szeptember 9–13.) | Harmadik szakasz (szeptember 16–20.) | Negyedik szakasz (szeptember 23–27.) | Ötödik szakasz (szeptember 30–október 4.) | Hatodik szakasz (október 7–11.) | Hatodik szakasz (október 7–11.) | Hatodik szakasz (október 7–11.) | Státusz                                                                    |
| -------- | --------------------------------- | ------------------------------ | ---------------------------------- | ------------------------------------ | ------------------------------------ | ----------------------------------------- | ------------------------------- | ------------------------------- | ------------------------------- | -------------------------------------------------------------------------- |
| 1.       | Béres Anett és Sáfrány Emese      | Továbbjutott                   | Hajsza                             | Továbbjutott                         | Védett                               | Továbbjutott                              | Negyeddöntő                     | Elődöntő                        | Döntő                           | Győztes                                                                    |
| 2.       | Mikes Anna és Krausz Gábor        | Hajsza                         | Védett                             | Védett                               | Hajsza                               | Hajsza                                    | Negyeddöntő                     | Elődöntő                        | Döntő                           | 2. helyezett                                                               |
| 3.       | Dárdai Blanka és L.L. Junior      | Még nem volt versenyben        | Még nem volt versenyben            | Továbbjutott                         | Hajsza                               | Továbbjutott                              | Negyeddöntő                     | Elődöntő                        |                                 | 3. helyezett                                                               |
| 4.       | Szuperák Barbi és Jolly           | Hajsza                         | Továbbjutott                       | Hajsza                               | Továbbjutott                         | Hajsza                                    | Negyeddöntő                     |                                 |                                 | 4. helyezett                                                               |
| 5.       | Zsigmond Angéla és Mészáros Bende | Továbbjutott                   | Hajsza                             | Hajsza                               | Továbbjutott                         | Hajsza                                    |                                 |                                 |                                 | Kiesett a második szakaszban - Visszajutott - Kiesett az ötödik szakaszban |
| 6.       | Stohl András és Till Attila       | Védett                         | Továbbjutott                       | Védett                               | Hajsza                               |                                           |                                 |                                 |                                 | Kiesett a negyedik szakaszban                                              |
| 7.       | Laky Zsuzsanna és Dietz Gusztáv   | Továbbjutott                   | Hajsza                             | Hajsza                               |                                      |                                           |                                 |                                 |                                 | Kiesett a harmadik szakaszban                                              |
| 8.       | Cserpes Laura és Cserpes István   | Továbbjutott                   | Továbbjutott                       |                                      |                                      |                                           |                                 |                                 |                                 | Átadta a második szakaszban                                                |
| 9.       | Zámbó Adrián és Zámbó Krisztián   | Hajsza                         |                                    |                                      |                                      |                                           |                                 |                                 |                                 | Kiesett az első szakaszban                                                 |

## Utazás
| Útvonal                 | Országok                 |
| ----------------------- | ------------------------ |
| Fülöp-szigetek – Tajvan | Fülöp-szigetek és Tajvan |

## Események
| – A futam nyertes párosai (Játékban való részvétel, védettség, medáljutalom) |
| – A páros részt vesz a hajszán                                               |
| – A páros továbbjutott                                                       |
| – A páros kiesett                                                            |

### Fülöp-szigetek

#### Első hajsza (6. adás)
A versenyzők a már két biztosan hajszázó páros mellé harmadikként is szavazniuk kellett valakit. A szavazás végül így alakult:
| Szavazó                           | Szavazott                         |
| --------------------------------- | --------------------------------- |
| Stohl András és Till Attila       | Cserpes Laura és Cserpes István   |
| Cserpes Laura és Cserpes István   | Zsigmond Angéla és Mészáros Bende |
| Zsigmond Angéla és Mészáros Bende | Sáfrány Emese és Béres Anett      |
| Béres Anett és Sáfrány Emese      | Szuperák Barbi és Jolly           |
| Szuperák Barbi és Jolly           | Sáfrány Emese és Béres Anett      |
| Laky Zsuzsanna és Dietz Gusztáv   | Szuperák Barbi és Jolly           |
| Mikes Anna és Krausz Gábor        | Cserpes Laura és Cserpes István   |
| Zámbó Adrián és Zámbó Krisztián   | Szuperák Barbi és Jolly           |

Szuperák Barbi és Jolly tehát 3 szavazattal lett a hajsza harmadik résztvevő párosa.
| Helyezés | Páros                           |
| -------- | ------------------------------- |
| 1.       | Szuperák Barbi és Jolly         |
| 2.       | Mikes Anna és Krausz Gábor      |
| 3.       | Zámbó Krisztián és Zámbó Adrián |

Az első hajszában elsőként Szuperák Barbi és Jolly, másodikként pedig Mikes Anna és Krausz Gábor futottak be, így Zámbó Adrián és Zámbó Krisztián számára ért véget az Ázsia Expressz 5.

#### Második hajsza (11. adás)
A versenyzők a már két biztosan hajszázó páros mellé harmadikként is szavazniuk kellett valakit. A szavazás végül így alakult:
| Szavazó                           | Szavazott                         |
| --------------------------------- | --------------------------------- |
| Mikes Anna és Krausz Gábor        | Zsigmond Angéla és Mészáros Bende |
| Zsigmond Angéla és Mészáros Bende | Cserpes Laura és Cserpes István   |
| Cserpes Laura és Cserpes István   | Szuperák Barbi és Jolly           |
| Szuperák Barbi és Jolly           | Cserpes Laura és Cserpes István   |
| Stohl András és Till Attila       | Zsigmond Angéla és Mészáros Bende |
| Laky Zsuzsanna és Dietz Gusztáv   | Szuperák Barbi és Jolly           |
| Béres Anett és Sáfrány Emese      | Zsigmond Angéla és Mészáros Bende |

Zsigmond Angéla és Mészáros Bende tehát 3 szavazattal lett a hajsza harmadik résztvevő párosa.
| Helyezés | Páros                             |
| -------- | --------------------------------- |
| 1.       | Laky Zsuzsanna és Dietz Gusztáv   |
| 2.       | Béres Anett és Sáfrány Emese      |
| 3.       | Zsigmond Angéla és Mészáros Bende |
| -        | Cserpes Laura és Cserpes István   |

Zsigmond Angéla és Mészáros Bende esett ki a versenyből így számukra véget ért az Ázsia Expressz 5, majd Cserpes Laura és Cserpes István párosa átadta nekik a lehetőséget a folytatáshoz, így a helyüket Zsigmond Angéla és Mészáros Bende kapta meg. Cserpes Laura és Cserpes István számára pedig véget ért az Ázsia Expressz 5.

#### Harmadik hajsza (16. adás)
| Szavazó                           | Szavazott                         |
| --------------------------------- | --------------------------------- |
| Béres Anett és Sáfrány Emese      | Zsigmond Angéla és Mészáros Bende |
| Dárdai Blanka és L.L. Junior      | Zsigmond Angéla és Mészáros Bende |
| Laky Zsuzsanna és Dietz Gusztáv   | Dárdai Blanka és L.L. Junior      |
| Mikes Anna és Krausz Gábor        | Zsigmond Angéla és Mészáros Bende |
| Stohl András és Till Attila       | Béres Anett és Sáfrány Emese      |
| Szuperák Barbi és Jolly           | Dárdai Blanka és L.L. Junior      |
| Zsigmond Angéla és Mészáros Bende | Dárdai Blanka és L.L. Junior      |

A szavazatok alapján 3-3 szavazattal döntetlen az állás, de a védett párosnak kell ilyen esetben dönteni, így Mikes Anna és Krausz Gábor döntése alapján Zsigmond Angéla és Mészáros Bende csatlakozott harmadiknak a hajszához.
| Helyezés | Páros                             |
| -------- | --------------------------------- |
| 1.       | Szuperák Barbi és Jolly           |
| 2.       | Zsigmond Angéla és Mészáros Bende |
| 3.       | Laky Zsuzsanna és Dietz Gusztáv   |

#### Negyedik hajsza (21. adás)
| Szavazó                           | Szavazott                         |
| --------------------------------- | --------------------------------- |
| Béres Anett és Sáfrány Emese      | Zsigmond Angéla és Mészáros Bende |
| Dárdai Blanka és L.L. Junior      | Stohl András és Till Attila       |
| Mikes Anna és Krausz Gábor        | Szuperák Barbi és Jolly           |
| Stohl András és Till Attila       | Szuperák Barbi és Jolly           |
| Szuperák Barbi és Jolly           | Stohl András és Till Attila       |
| Zsigmond Angéla és Mészáros Bende | Stohl András és Till Attila       |

Stohl András és Till Attila tehát 3 szavazattal lett a hajsza harmadik résztvevő párosa.
| Helyezés | Páros                        |
| -------- | ---------------------------- |
| 1.       | Mikes Anna és Krausz Gábor   |
| 2.       | Dárdai Blanka és L.L. Junior |
| 3.       | Stohl András és Till Attila  |

### Tajvan

#### Ötödik hajsza (26. adás)
| Helyezés | Páros                             |
| -------- | --------------------------------- |
| 1.       | Mikes Anna és Krausz Gábor        |
| 2.       | Szuperák Barbi és Jolly           |
| 3.       | Zsigmond Angéla és Mészáros Bende |

#### Negyeddöntő (27-28. adás)
| Futó           | Bástya        |
| -------------- | ------------- |
| Szuperák Barbi | Jolly         |
| Mikes Anna     | Krausz Gábor  |
| Béres Anett    | Sáfrány Emese |
| Dárdai Blanka  | L.L. Junior   |

#### (29-30. adás)
| Sorszám | Páros                        |
| ------- | ---------------------------- |
| 1.      | Dárdai Blanka és L.L. Junior |
| 2.      | Mikes Anna és Krausz Gábor   |
| 3.      | Béres Anett és Sáfrány Emese |
| 4.      | Szuperák Barbi és Jolly      |

#### Elődöntő
| Sorszám | Páros                        |
| ------- | ---------------------------- |
| 1.      | Mikes Anna és Krausz Gábor   |
| 2.      | Dárdai Blanka és L.L. Junior |
| 3.      | Béres Anett és Sáfrány Emese |

Mikes Anna és Krausz Gábor, valamint Béres Anett és Sáfrány Emese továbbjutott, hisz nem náluk volt a kiesést jelentő boríték, így bejutottak a döntőbe, Dárdai Blankánál és L.L. Juniornál volt az a boríték amiben az áll, hogy az ő párosuk számára véget ért az Ázsia Expressz 5.

#### Döntő (31. adás)
| Sorszám | Páros                        |
| ------- | ---------------------------- |
| 1.      | Béres Anett és Sáfrány Emese |
| 2.      | Mikes Anna és Krausz Gábor   |

Az első helyen Béres Anett és Sáfrány Emese végzett, ami azt jelenti, hogy megnyerték a versenyt és a 15 millió forintot. Mikes Anna és Krausz Gábor a második helyezett.

## Arany Joker
1 Arany Joker=1 millió forint.
| Páros                        | Arany Joker |
| ---------------------------- | ----------- |
| Szuperák Barbi és Jolly      | 0           |
| Mikes Anna és Krausz Gábor   | 0           |
| Dárdai Blanka és L.L. Junior | 0           |
| Béres Anett és Sáfrány Emese | 2           |